# Takuya Takahashi
Takuya Takahashi (高橋 拓也 Takahashi Takuya?), född 30 juni 1989 i Kanagawa prefektur, är en japansk fotbollsspelare.
Takahashi började sin karriär 2012 i YSCC Yokohama. 2016 flyttade han till Yokohama F. Marinos. 2017 flyttade han till Giravanz Kitakyushu.